# Daniel Cudmore
Daniel Cudmore, kanadski televizijski ter filmski igralec, *20. januar 1981, Squamish, Britanska Kolumbija, Kanada.
Najbolj je znan kot Colossus v seriji filmov Možje X, pred kratkim pa je v kinematogafe prišel film Mlada luna, kjer igra vampirja Felixa.

## Zgodnje življenje
Daniel Cudmore se je rodil 20. januarja 1981 v Squamishu, Britanska Kolumbija, Kanada, kot srednji izmed treh sinov zdravnika Richarda Cudmora in njegove žene, Sue Bailey, ki dela v filmski komisiji. Njegova brata, Jamie in Luke sta člana Vancouverskega ragbi moštva in tudi sam je bil povabljen vanj.
Šolal se je na šoli Gannon University in med letoma 2000 in 2002 je bil član nogometnega moštva svoje šole.

## Kariera
Daniel Cudmore je s svojo igralsko kariero začel leta 2003 v filmu Možje X 2, kjer je igral Colossusa, nadaljeval pa jo je leta 2004 v televizijskemu filmu A Very Cool Christmas.
Leta 2005 je igral v filmih Are We There Yet? ter Alone in the Dark, leta 2006 pa v Možje X: Zadnji spopad. Istega leta (2006) se je prijavil na avdicijo za vlogo v filmu Superman se vrača, vendar je ni dobil.
Letos je igral v filmu Mlada luna, kjer je igral Felixa, leta 2010 pa ga bomo lahko v isti vlogi videli v nadaljevanju tega filma: v filmu Mrk.

## Filmografija
| Leto | Naslov                 | Vloga             | Ostalo            |
| ---- | ---------------------- | ----------------- | ----------------- |
| 2003 | Možje X 2              | Colossus          |                   |
| 2004 | A Very Cool Christmas  | fant z gimnastike | Televizijski film |
| 2005 | Are We There Yet?      | igralec košarke   |                   |
| 2005 | Alone in the Dark      | agent Barr        |                   |
| 2006 | Možje X: Zadnji spopad | Colossus          |                   |
| 2009 | Mlada luna             | Felix             |                   |
| 2010 | Mrk                    | Felix             | post-produkcija   |